# O’Connell Road
Die O’Connell Road ist eine Verbindungsstraße im Osten des australischen Bundesstaates New South Wales. Die Straße verbindet die Goulburn-Oberon Road in Oberon mit dem Great Western Highway, dem Mitchell Highway, dem Mid-Western Highway und der Bathurst-Ilford Road in Bathurst. Die Straße ist als Hauptstraße 253 ausgewiesen.

## Verlauf
Die Straße führt von Oberon aus nach Nordwesten. Kurz vor O’Connell, der einzigen Siedlung auf der Strecke, mündet von Osten die Tarana-O’Connell Road ein. In O’Connell führt die O’Connell Road am Westufer des Fish River entlang und quert kurz nach der Stadt den Fluss, dessen Unterlauf sie bis Bathurst begleitet.
Dort trifft die O’Connell Road auf den Mitchell Highway / Great Western Highway (R32), den Mid-Western Highway (R24) und die Bathurst-Ilford Road (S54) und endet.

## Straßenzustand
Die Straße ist auf ihrer gesamten Länge asphaltiert und in Breite und Straßenoberfläche für LKWs geeignet.

## Touristische Bedeutung
Zusammen mit der Goulburn-Obereon Road bildet die O’Connell Road eine sehenswerte und erstaunlich direkte Verbindung von Goulburn nach Bathurst.